# کنتارو ساوادا
کنتارو ساوادا (به انگلیسی: Kentaro Sawada) بازیکن فوتبال اهل ژاپن و عضو تیم ملی فوتبال ژاپن است که در تاریخ ۲۰ سپتامبر ۱۹۹۵ میلادی اولین بازی ملی‌اش را انجام داد. او در ۴ بازی ملی حضور داشت و آخرین بازی ملی خود را در تاریخ ۱۴ فوریه ۱۹۹۶ میلادی انجام داد. کنتارو ساوادا در بازی‌های ملی‌اش
گلی به ثمر نرساند.